# Leopoldshagen
Leopoldshagen er en by og kommune i det nordøstlige Tyskland, beliggende i Amt Am Stettiner Haff under Landkreis Vorpommern-Greifswald. Landkreis Vorpommern-Greifswald ligger i delstaten Mecklenburg-Vorpommern ved den tysk-polske grænse.

## Geografi
Kommunen er beliggende ved nordvestenden af Anklamer Heide, ca. 16 kilometer fra den tidligere Kreisstadt Anklam, og ligger i den nordvestlige del af Naturpark Am Stettiner Haff. Leopoldshagen er en vejby med kirken liggende ud til hovedgaden. Et cirka tre kilometer engområde ("Haffwiesen") adskiller Leopoldshagen fra Stettiner Haff mod nord.
Lige nordvest for Leopoldshagen begynder Anklamer Torfmoor - et beskyttet vådområde der strækker sig langs Haffbredden til Anklam.

## Eksterne kilder og henvisninger
- Wikimedia Commons har flere filer relateret til Leopoldshagen
- Kommunens websted
- Byens side på amtets websted
- Statistik Arkiveret 3. februar 2017 hos  Wayback Machine
- Websted for Naturpark Am Stettiner Haff